# Cerylon unicolor
Cerylon unicolor is een keversoort uit de familie dwerghoutkevers (Cerylonidae). De wetenschappelijke naam van de soort werd in 1845 gepubliceerd door Ziegler.